# Херсонське обласне об'єднання Всеукраїнського товариства «Просвіта» імені Тараса Шевченка
Херсонське обласне об'єднання Всеукраїнського товариства «Просвіта» імені Тараса Шевченка — українська громадська організація культурно-освітнього спрямування, підрозділ ГО «Всеукраїнське товариство «Просвіта» імені Тараса Шевченка» в Херсонській області.

## Історія

### Витоки культурно-просвітницького руху на Херсонщині
Українське національно-культурне життя на Херсонщині бере свій початок у шістдесятих роках XIX сторіччя. Саме тоді було скасовано кріпацтво, впроваджено земське самоврядування та інші демократичні новації. Поява української громади в Херсоні нерозривно пов'язана з діяльністю Херсонського земства. У політичних умовах 1880-х років службова діяльність у земстві надавала можливість представникам української інтелігенції легальне реалізувати свої народницькі ідеали на практиці.
У 80-х роках XIX ст. на Херсонщині з'являються перші українські гуртки земських діячів і письменників — Херсонська громада, яка неквапливою щоденною просвітницькою роботою згуртувала біля себе віддану українській ідеї молодь.

### Херсонський український гурток під керівництвом О.О.Русова
На початку 1885 року до Херсона з Єлисаветграда було заслано членів українофільського гуртка, що існував при Єлисаветградському земстві. До Херсону переїхали Олександр та Софія Русова, Феофан Василевський з майбутньою дружиною Дніпровою Чайкою, Дмитро та Олена Марковичі, Андрій Грабенко-Конощенко, Борис Грінченко та ін. Всі вони працювали в губернському земстві і створили Херсонський гурток під керівництвом О.Русова.
Внаслідок праці гуртківців було видано альманах «Степ. Херсонський белетристичний збірник», редактором якого був Д.Маркович. У 1886 — в умовах заборони української мови, в Херсоні вийшла українською мовою книга «Збірник драматичних творів І.Карпенко-Карого». Гурток провадив широку літературно-мистецьку діяльність, організовував бібліотеки для народу, влаштовував аматорські вистави, збирав етнографічні, фольклорні, історичні, археологічні пам'ятки, займався видавничою справою.
2-4 листопада 1887 року в Херсоні відбувся з'їзд земських статистиків губернії, який стурбував «крамолоискателей» і до жандармського управління надійшов анонімний донос. Реакцією влади на цей і подальші доноси стала адміністративна висилка або службове переведення в іншу місцевість найактивніших гуртківців. Остаточно херсонський гурток О. О. Русова розпався влітку 1889 року.

### Культурно-просвітно-політичне товариство «Українська Хата в Херсоні»
19 березня 1917 року у помешканні II товариства Взаємного кредиту відбулися офіційні збори херсонських українців. Головним підсумком зборів було рішення про заснування культурно-просвітно-політичного товариства «Українська хата в Херсоні».

Повістка про установчи збори товариства

Товариство було засноване 19 березня 1917 року. Того ж дня було вирішено створити комісію з підготовки статуту. До комісії увійшли Андрій Грабенко, Микола Чернявський, Терентій Якушев і Нестор Малеча. Збори звернулися до редакцій «Херсонських новин» і «Известей Херсонского уездного земства» з проханням відкрити українські рубрики. І незабаром в цих виданнях з'явилися власні українські відділи, в яких почали друкувати політичні заклики, статті, вірші та новини українського національного життя.
25 березня 1917 року в приміщенні II товариства Взаємного кредиту о четвертій годині дня відкрилися установчі збори товариства «Українська Хата». В гості до херсонців завітав представник Миколаївської «Просвіти» Панас Саксаганський. Головуючим на зборах був Микола Чернявський, писарем — військовий чиновник Нестор Малеча, відомий діяч херсонського українського революційного руху, який згодом брав активну участь у визвольних змаганнях.
Збори затвердили статут «Української Хати в Херсоні», головними завданнями якого було заснування шкіл, бібліотек, книгарень, читання просвітницьких курсів, публічних лекцій, проведення концертів та вечорів, тобто усього, що «працює на всіх напрямах, які ведуть до взаємного єднання окремих людей українського походження і пробудження їх національної свідомості».
В Тимчасову Раду товариства увійшли Андрій Грабенко, Нестор Малеча, Терентій Якушев, Іван Челюк, Хрисанф Лиханський, Юрко Шомін, Сергій Бобров, Кузьма Курінний та інші — усього 17 чоловік. Товариство очолив Микола Чернявський. До товариства записалося 103 члени, серед яких було й 10 жінок.
Уже восени з'явилася необхідність реорганізації товариства. Наприкінці жовтня голова Микола Чернявський пішов у відставку, а товариство очолив відомий кооперативний діяч, український есер Іван Челюк. 5 листопада 1917 року на чергових загальних зборах він запропонував реорганізувати товариство в «Просвіту» і орієнтувати його виключно на вирішення культурно-просвітницьких завдань.

### Діяльність і занепад Херсонської «Просвіти»
6 січня 1918 року в приміщенні Народного будинку під головуванням Нестора Малечі відбулися загальні збори «Української Хати», на яких було вирішено реорганізувати товариство в Херсонське товариство «Просвіта», передавши все майно та завдання просвітньої справи новоствореному товариству, одночасно створивши кооперативне видавниче товариство «Українська книгарня» та споживче товариство «Україна». До складу Ради «Просвіти» увійшли Челюк, Малеча, Чернявський, Молоков, Бобров, Сидоренко, Курінний, Шомин, Плужник, Шульгін, та інші, усього 19 представників. Головою Херсонської «Просвіти» та «Української книгарні» став Іван Микитович Челюк. Товариство під керівництвом Челюка проводить велику роботу в галузі пропаганди історії України, літератури, мистецтва, влаштовуються лекції, концерти, організовуються курси українознавства, український хор, національний театр.
Крім проведення курсів з українознавства для вчителів, службовців та всіх охочих, товариство регулярно влаштовувало лекції та вечори для дорослих, читанки та ранки для малечі. У всіх початкових школах міста систематично проводилися читанки з чарівними ліхтарями. Усього прочитано за час існування товариства 250 лекцій та проведено 10 дитячих вистав. Музично-драматичний гурток Товариства «Просвіта» в приміщенні Народного будинку влаштовував вистави двічі на тиждень по суботах і неділях, окрім того по неділях вдень проводилися дитячі ранки.
Розвиваючи приклад Херсона, навколо міста з'являлися все нові й нові сільські товариства «Просвіта».
В січні 1919 р. в Херсоні розпочало роботу відділення Українського національного союзу, яке розмістилося в приміщенні колишнього губернаторського будинку. Ініціаторами створення національного союзу були діячі «Просвіти».
Тоді ж, у січні 1919-го «Просвітою» були організовані вже традиційні культурницькі заходи. В приміщенні «Просвіти», яка знову розташувалася в будинку Дворянського зібрання, проводилися різноманітні заходи українських просвітницьких інституцій.
В серпні 1919 р. Херсон був захоплений підрозділами Збройних сил Півдня Росії. Державне фінансування «Просвіти» було припинене. Попри це вона продовжувала працювати. На допомогу «Просвіті» прийшли українські кредитові товариства, які розгорнули в той час активну фінансову діяльність. Українські кооперативні організації (товариство імені Левицького, «Українська книгарня», «Україна», «Об'єднання», «Союзкредити») уклали між собою угоду про пропорційний розподіл коштів на фінансування культурно-просвітницької роботи Херсонської «Просвіти». Це дало можливість підтримати всі головні просвітницькі проекти товариства: роботу національного театру, двох українських початкових шкіл, дитячого садка, української гімназії, бібліотеки.
В листопаді 1919 представники товариства «Просвіта» вирішили домогтися введення викладання української мови в середніх навчальних закладах міста і отримати дозвіл на відкриття української гімназії й цей дозвіл вони отримали.
У лютому 1920 р. в Херсоні остаточно була встановлена Радянська влада. Товариство «Просвіта», яку підтримувала спілка кооперативів Херсонщини та українські партії, продовжило свою роботу, проте ненадовго. 18 лютого 1920 р. голова Херсонського товариства «Просвіта» Терентій Якушев доповідав Правлінню про щомісячні витрати товариства: на українську школу, садок, український національний театр. В березні 1920 р. «Тарасів день» відбувся широко й урочисто. Підготовкою до свята керувала спеціально створена повітовим ревкомом комісія з представників комуністів, боротьбистів та борьбистів.
З 20 березня в приміщенні Української трудової школи 1 та 2 ступенів (на розі вулиць Говардівської та Вітовській в будинку Шарка) розпочалися вже традиційні курси з українознавства для вчителів та інструкторів позашкільної освіти. Програма курсів складалася з двох частин: загальноосвітньої (вивчення української історії та культури, занять з мови та красного письменства) та фахової (по факультетам: педагогічний, лекторський, позашкільного виховання («по влаштуванню просвітницьких будинків, музеїв, бібліотек, курсів для дорослих»), дошкільного виховання, мистецтво («з поділом на театральне та музичне»), кооперативний фах. На курсах викладали М. Ф. Чернявський, який у вересні 1920 р. очолив «Просвіту», Я. М. Терещенко, В. І. Гошкевич, В. Г. Скрипниченко професор Піщенський.
Незабаром «Просвіти» були замінені спочатку на червоні «Просвіти» (станом на 1 січня 1921 року в Херсонському повіті із 36 «Просвіт» — 23 вже були «червоні»), до яких було заборонено приймати заможних та інших «класово ворожих елементів», а потім і на Політосвіти. Майже всі лідери та члени товариства згодом зазнали політичних репресій.

### Товариство української мови на Херсонщині
1989 року в Херсоні запрацював осередок Товариства української мови, очільником якого одностайно було обрано Віктора Івановича Кисіля. До правління міського осередку «Просвіти» увійшли українські філологи Марія Пентилюк та Іван Немченко, краєзнавці Олена Марущак і Тарас Семен. Щороку тумівці організовували і проводили в актових залах Херсонського музичного училища День Соборності України, День Тараса Шевченка та День матері. Після того, як Товариство української мови в Херсоні було реорганізовано у міську організацію Товариства «Просвіта», В. Кисіль залишив посаду його голови. В подальші роки організовував патріотичні заходи в приміщенні музучилища та біля погруддя Тарасові Шевченку.

### Новітня історія «Просвіти» Херсонщини
На початку 1990-х поети Микола Братан та Володимир Пузиренко розгорнули роботу з пропаганди ідей відродження «Просвіти». Міські та районні осередки товариства 1992 року почали з'являтися у зрусифікованих містах і селах Херсонщини. Обрані делегати від міських та районних організацій товариства «Просвіта» на установчих зборах у жовтні 1992 року створюють обласну організацію «Просвіти» і обирають головою правління організації українського поета Миколу Братана. Саме поміркованість у відносинах з партійними босами херсонських обласних осередків політичних партій та неухильна боротьба за утвердження української мови лідера обласної «Просвіти» Миколи Братана утримали структуру обласної організації в моноліті.
1993 року почали виходити друком просвітянська газета «Чиста криниця» та книги місцевих авторів у Херсонській філії Видавничого центру «Просвіта». Станом на початок 2022 року побачили світ понад 500 видань історичної та художньої літератури, наукових розвідок та музичних збірок.
За час свого існування в новій незалежній Україні Херсонська «Просвіта» зробила чимало добрих справ. Саме просвітяни стали ініціаторами «круглого столу», присвяченого життю та діяльності видатного гетьмана України Івана Мазепи. Олешківські (Цюрупинські) просвітяни провели копітку пошукову роботу й улаштували ювілейний вечір свого земляка — талановитого художника-патріота, знищеного сталінськими сатрапами, — Юхима Михайліва. Голопристанські просвітяни провели вечір пам'яті письменника-краянина Олександра Зими, який у своїй творчості рішуче виступав за національне, культурне і мовне відродження.
Активно діяли відділення «Просвіти» в Бериславському, Іванівському, Великоолександрівському районах.
Обласна і всі районні організації «Просвіти» навесні 1997 року взяли найактивнішу участь у проведенні на Херсонщині Міжнародного Шевченківського свята «В сім'ї вольній, новій». Драматичну повість тодішнього голови ХОО ВУТ «Просвіта», відомого українського поета і драматурга Миколи Братана «Сердитий Бог» поставили в обласному музично-драматичному театрі імені Миколи Куліша саме в дні Шевченківського свята. Зазначену театральну постановку екранізували на обласному телеканалі «Скіфія».
Просвітяни Херсонщини протягом 30 років діяльності активно брали участь в усіх патріотичних державницьких заходах на місцевому та всеукраїнському рівнях, а також неодноразово зорганізовували патріотичні фестивалі та конкурси, які єднали творчу молодь до гурту однодумців.
2000 року Миколу Івановича Братана було обрано Почесним Головою Херсонського обласного об'єднання Всеукраїнського товариства «Просвіта» імені Тараса Шевченка, а організацію очолив Олег Васильович Олексюк.